# UCI-Mountainbike-Weltcup 2003
Beim UCI-Mountainbike-Weltcup 2003 wurden durch die Union Cycliste Internationale Weltcup-Sieger im Cross-Country, im Downhill und im Four Cross ermittelt.
Insgesamt waren im Cross-Country XCO, im Downhill und im Four Cross jeweils sechs Rennen geplant, die Wettbewerbe in Telluride wurden jedoch komplett abgesagt.

## Cross-Country

### Frauen Elite
| Rnd | Datum         | Ort              | Erste           | Zweite       | Dritte               |
| --- | ------------- | ---------------- | --------------- | ------------ | -------------------- |
| 1   | 25. Mai       | Sankt Wendel     | Gunn-Rita Dahle | Sabine Spitz | Irina Kalentieva     |
| 2   | 31. Mai       | Fort William     | Gunn-Rita Dahle | Sabine Spitz | Barbara Blatter      |
| 3   | 29. Juni      | Mont Sainte-Anne | Gunn-Rita Dahle | Sabine Spitz | Barbara Blatter      |
| 4   | 6. Juli       | Telluride        | abgesagt        | abgesagt     | abgesagt             |
| 5   | 13. Juli      | Grouse Mountain  | Gunn-Rita Dahle | Alison Sydor | Susan Haywood        |
| 6   | 14. September | Kaprun           | Gunn-Rita Dahle | Sabine Spitz | Marie-Hélène Prémont |

Gesamtwertung
| Platz | Name                 | Punkte |
| ----- | -------------------- | ------ |
| 1.    | Gunn-Rita Dahle      | 1250   |
| 2.    | Sabine Spitz         | 875    |
| 3.    | Irina Kalentieva     | 715    |
| 4.    | Marie-Hélène Prémont | 584    |
| 5.    | Barbara Blatter      | 510    |
| 6.    | Anna Szafraniec      | 466    |

### Männer Elite
| Rnd | Datum         | Ort              | Erster           | Zweiter              | Dritter        |
| --- | ------------- | ---------------- | ---------------- | -------------------- | -------------- |
| 1   | 25. Mai       | Sankt Wendel     | Christoph Sauser | Marek Galiński       | Julien Absalon |
| 2   | 31. Mai       | Fort William     | Filip Meirhaeghe | Lado Fumić           | Julien Absalon |
| 3   | 29. Juni      | Mont Sainte-Anne | Julien Absalon   | Christoph Sauser     | Roland Green   |
| 4   | 6. Juli       | Telluride        | abgesagt         | abgesagt             | abgesagt       |
| 5   | 13. Juli      | Grouse Mountain  | Roel Paulissen   | José Antonio Hermida | Julien Absalon |
| 6   | 14. September | Kaprun           | Filip Meirhaeghe | Thomas Frischknecht  | Julien Absalon |

Gesamtwertung
| Platz | Name                 | Punkte |
| ----- | -------------------- | ------ |
| 1.    | Julien Absalon       | 930    |
| 2.    | Christoph Sauser     | 845    |
| 3.    | Filip Meirhaeghe     | 693    |
| 4.    | José Antonio Hermida | 650    |
| 5.    | Roel Paulissen       | 640    |
| 6.    | Lado Fumić           | 532    |

## Downhill

### Frauen Elite
| Rnd | Datum         | Ort              | Erste                  | Zweite          | Dritte          |
| --- | ------------- | ---------------- | ---------------------- | --------------- | --------------- |
| 1   | 1. Juni       | Fort William     | Céline Gros            | Sabrina Jonnier | Emmeline Ragot  |
| 2   | 8. Juni       | L'Alpe d'Huez    | Anne-Caroline Chausson | Tracy Moseley   | Céline Gros     |
| 3   | 28. Juni      | Mont Sainte-Anne | Fionn Griffiths        | Tracy Moseley   | Marla Streb     |
| 4   | 6. Juli       | Telluride        | abgesagt               | abgesagt        | abgesagt        |
| 5   | 12. Juli      | Grouse Mountain  | Fionn Griffiths        | Sabrina Jonnier | Kathleen Pruitt |
| 6   | 13. September | Kaprun           | Marla Streb            | Sabrina Jonnier | Fionn Griffiths |

Gesamtwertung
| Platz | Name            | Punkte |
| ----- | --------------- | ------ |
| 1.    | Sabrina Jonnier | 834    |
| 2.    | Fionn Griffiths | 814    |
| 3.    | Tracy Moseley   | 770    |
| 4.    | Marla Streb     | 757    |
| 5.    | Marielle Saner  | 548    |
| 6.    | Céline Gros     | 527    |

### Männer Elite
| Rnd | Datum         | Ort              | Erster              | Zweiter        | Dritter       |
| --- | ------------- | ---------------- | ------------------- | -------------- | ------------- |
| 1   | 1. Juni       | Fort William     | Cédric Gracia       | Mickaël Pascal | Nathan Rennie |
| 2   | 8. Juni       | L'Alpe d'Huez    | Nathan Rennie       | Chris Kovarik  | Fabien Barel  |
| 3   | 28. Juni      | Mont Sainte-Anne | Steve Peat          | Greg Minnaar   | Cédric Gracia |
| 4   | 6. Juli       | Telluride        | abgesagt            | abgesagt       | abgesagt      |
| 5   | 12. Juli      | Grouse Mountain  | Iván Oulego         | Kirt Voreis    | Colin Bailey  |
| 6   | 13. September | Kaprun           | David Vázquez López | Greg Minnaar   | Nathan Rennie |

Gesamtwertung
| Platz | Name                | Punkte |
| ----- | ------------------- | ------ |
| 1.    | Nathan Rennie       | 702    |
| 2.    | Mickaël Pascal      | 671    |
| 3.    | Cédric Gracia       | 662    |
| 4.    | Greg Minnaar        | 641    |
| 5.    | David Vázquez López | 492    |
| 6.    | Chris Kovarik       | 465    |

## Four Cross

### Frauen Elite
| Rnd | Datum         | Ort              | Erste          | Zweite          | Dritte          |
| --- | ------------- | ---------------- | -------------- | --------------- | --------------- |
| 1   | 31. Mai       | Fort William     | Katrina Miller | Mio Suemasa     | Anneke Beerten  |
| 2   | 8. Juni       | L'Alpe d'Huez    | Tracy Moseley  | Katrina Miller  | Sabrina Jonnier |
| 3   | 28. Juni      | Mont Sainte-Anne | Katrina Miller | Jamie Lilly     | Mio Suemasa     |
| 4   | 5. Juli       | Telluride        | abgesagt       | abgesagt        | abgesagt        |
| 5   | 12. Juli      | Grouse Mountain  | Katrina Miller | Sabrina Jonnier | Tai-Lee Muxlow  |
| 6   | 13. September | Kaprun           | abgesagt       | abgesagt        | abgesagt        |

Gesamtwertung
| Platz | Name            | Punkte |
| ----- | --------------- | ------ |
| 1.    | Katrina Miller  | 190    |
| 2.    | Sabrina Jonnier | 95     |
| 3.    | Mio Suemasa     | 74     |
| 4.    | Jamie Lilly     | 55     |
| 5.    | Tracy Moseley   | 50     |
| 6.    | Anneke Beerten  | 46     |

### Männer Elite
| Rnd | Datum         | Ort              | Erster       | Zweiter       | Dritter        |
| --- | ------------- | ---------------- | ------------ | ------------- | -------------- |
| 1   | 31. Mai       | Fort William     | Greg Minnaar | Eric Carter   | Steve Peat     |
| 2   | 8. Juni       | L'Alpe d'Huez    | Eric Carter  | Michal Prokop | Scott Beaumont |
| 3   | 28. Juni      | Mont Sainte-Anne | Eric Carter  | Cédric Gracia | Wade Bootes    |
| 4   | 5. Juli       | Telluride        | abgesagt     | abgesagt      | abgesagt       |
| 5   | 12. Juli      | Grouse Mountain  | Mike King    | Eric Carter   | Michal Prokop  |
| 6   | 13. September | Kaprun           | abgesagt     | abgesagt      | abgesagt       |

Gesamtwertung
| Platz | Name          | Punkte |
| ----- | ------------- | ------ |
| 1.    | Eric Carter   | 180    |
| 2.    | Michal Prokop | 116    |
| 3.    | Mike King     | 79     |
| 4.    | Wade Bootes   | 77     |
| 5.    | Cédric Gracia | 75     |
| 6.    | Greg Minnaar  | 55     |